# وين ريجبي
وين ريجبي (بالإنجليزية: Wayne Rigby)‏ مواليد 19 يوليو 1973 في مانشستر، هو ملاكم محترف بريطاني يصنف ضمن فئة الوزن الخفيف بدأ مسيرته الاحترافية سنة 1992.

## إحصائيات
خاض خلال مسيرته 31 نزالا، فاز في 20 وخسر في 11. فاز بالضربة القاضية في 9 نزالات.

## روابط خارجية
- وين ريجبي على موقع بوكس ريك (الإنجليزية) (registration required)